# Fundacja Itaka
Itaka – Centrum Poszukiwań Ludzi Zaginionych – organizacja pozarządowa w Polsce zajmująca się problemem zaginięć. Jest organizacją pożytku publicznego.
Itaka współdziała przy poszukiwaniu zaginionych, pomaga ich rodzinom, przeciwdziała zaginięciom. Prowadzi internetową bazę danych osób zaginionych, całodobową linię wsparcia dla zaginionych i ich rodzin oraz „Telefon w Sprawie Zaginionego Dziecka”. Wszelką pomoc Itaka świadczy bezpłatnie.
Itaka współpracuje z Komendą Główną Policji i jest organizacją członkowską Federacji Missing Children Europe.

## Historia
Fundacja Itaka – Centrum Poszukiwań Ludzi Zaginionych powstała 22 marca 1999 roku z inicjatywy Bożeny Dudko, Anny Jurkiewicz, Lidii Ostałowskiej, Alicji Tomaszewskiej i Wojciecha Tochmana – dziennikarzy związanych z programem Ktokolwiek widział, ktokolwiek wie oraz Gazetą Wyborczą.
Pierwszym zrealizowanym projektem był  uruchomiony 2 września 1999 roku telefon zaufania. Od 15 marca 2000 roku fundacja prowadzi internetową bazę osób zaginionych pod adresem https://zaginieni.pl/. W 2005 roku Itaka uruchomiła całodobową linię wsparcia. 5 marca 2009 roku uruchomiła całodobowy, bezpłatny Telefon w Sprawie Zaginionego Dziecka - numer 116 000. 25 maja 2009 roku fundacja podpisała z Komendantem Głównym Policji porozumienie o współpracy w zakresie poszukiwań osób zaginionych, ustalania tożsamości osób, profilaktyki zaginięć, przeciwdziałaniu zjawisku zaginięcia oraz zmniejszaniu negatywnych konsekwencji wynikających z tego zjawiska.

## Cele statutowe
- Zapobieganie zaginięciom osób należących do grup zagrożonych, w szczególności dzieci, młodzieży, osób chorych i starszych oraz osób wyjeżdżających do pracy za granicę.
- Informowanie opinii publicznej o problemach społecznych, które mogą prowadzić do zaginięcia oraz o konsekwencjach zaginięcia bliskiej osoby dla jej rodziny.
- Poszukiwanie ludzi zaginionych w kraju i za granicą.
- Pomoc rodzinom zaginionych.
- Poradnictwo obywatelskie.
- Prowadzenie grup wsparcia dla rodzin osób zaginionych.
- Prowadzenie Bazy Danych Osób Zaginionych.
- Pomoc w identyfikacji osób o nieustalonej tożsamości.

## Informacje prawne
Itaka – Centrum Poszukiwań Ludzi Zaginionych jest niezależną, zarejestrowaną w Polsce organizacją pozarządową, posiadającą status fundacji. Nadzór nad Itaką sprawuje minister spraw wewnętrznych oraz niezależna Rada złożona z wolontariuszy. Organizacja została ustanowiona aktem notarialnym z dnia 25 stycznia 1999 roku, do Krajowego Rejestru Sądowego została wpisana 22 sierpnia 2002 roku. Raporty finansowe i merytoryczne są co roku publikowane na stronie internetowej fundacji oraz na stronie Ministerstwa Pracy i Polityki Społecznej. Publiczne kampanie fundraisingowe przeprowadzane są po wydaniu zgody Ministerstwa Spraw Wewnętrznych.

## Struktura
Zarząd (funkcje pełnione społecznie):
- Alicja Tomaszewska – prezes zarządu
- Anna Jurkiewicz – wiceprezes zarządu
- Izabela Jezierska-Świergiel – sekretarz zarządu

Rada Fundacji (funkcje pełnione społecznie):
- Irena Dawid-Olczyk – Fundacja La Strada
- Bożena Dudko – fundator
- Elżbieta Oyrzanowska
- dr Barbara Passini – Dyrektor Krajowego Ośrodka Opiekuńczo-Adopcyjnego Towarzystwa Przyjaciół Dzieci
- dr Joanna Staręga-Piasek – Dyrektor Instytutu Rozwoju Służb Społecznych
- Wojciech Tochman – fundator
- prof. Jan Widacki – poseł na Sejm RP (przewodniczący)
- prof. Mirosław Wyrzykowski – sędzia Trybunału Konstytucyjnego

## Programy
Itaka realizuje następujące programy:
116 000bezpłatny całodobowy Telefon w Sprawie Zaginionego Dziecka.
24 h linia wsparciacałodobowy telefon, przy którym dyżurują specjaliści ds. poszukiwań, prawnicy, psycholodzy, pracownicy socjalni i wolontariusze ITAKI.
www.zaginieni.plserwis służący poszukiwaniu zaginionych i identyfikacji osób o nieustalonej tożsamości (NN). Zawiera bazę osób zaginionych i osób NN.
www.nieuciekaj.plprogram edukacyjno-profilaktyczny skierowany do dzieci i nastolatków, rodziców, opiekunów i nauczycieli. W ramach programu Itaka prowadzi kampanię medialną dotyczącą problematyki zaginięć oraz specjalne warsztaty dla dzieci i młodzieży, rodziców i nauczycieli dotyczące problematyki ucieczek. Serwis www.nieuciekaj.pl pozwala młodzieży na anonimowy kontakt z psychologiem za pośrednictwem poczty elektronicznej.
www.leczdepresje.plprogram Depresja jest chorobą. Lecz depresję działa od 2001 roku w ramach profilaktyki zaginięć. Rozpoczął się ogólnopolską kampanią informacyjną na temat depresji, jej objawów i sposobów leczenia. Skierowany jest do osób chorych i ich rodzin. W ramach programu Itaka co roku uczestniczy w obchodach Ogólnopolskiego Dnia Walki z Depresją obchodzonego 23 lutego. Od 2001 roku Itaka prowadzi również antydepresyjny telefon zaufania.
www.bezpiecznapraca.euserwis Bezpieczna praca związany jest z profilaktyką zaginięć, powstał z myślą o osobach wyjeżdżających do pracy za granicę.